# Ricardo Noboa
Ricardo Juan Noboa Bejarano (14 de julio de 1952) es un abogado y político ecuatoriano, hermano del expresidente Gustavo Noboa.

## Biografía
Realizó sus estudios secundarios en el Colegio Salesiano Cristóbal Colón.
Inició su vida pública como subsecretario de recursos pesqueros durante el gobierno de León Febres-Cordero Ribadeneyra. El 23 de marzo de 1987 fue nombrado ministro de industrias, comercio, integración y pesca por el presidente Febres-Cordero, ocupando el cargo hasta agosto de 1988.
Durante las elecciones presidenciales de 1992 actuó como director de finanzas de la campaña del conservador Jaime Nebot. En las elecciones legislativas del mismo año fue elegido diputado nacional en representación de la provincia de Guayas por el Partido Social Cristiano.
En 1994 fue elegido concejal de Guayaquil. Luego de las elecciones se desafilió del Partido Social Cristiano como rechazo al acuerdo formado en el Congreso entre los socialcristianos y el Partido Roldosista Ecuatoriano, conocido popularmente como el "pacto de la regalada gana".
Para las elecciones presidenciales de 1996 se presentó como candidato a la presidencia de la república con Francisco Huerta Montalvo como su binomio por la alianza entre el Partido Liberal Radical Ecuatoriano y el Frente Radical Alfarista, pero lograron el 3.02 % de los votos.
En 1997 fue elegido como representante de la provincia de Guayas en la Asamblea Constituyente de 1997.
En febrero de 2000 fue nombrado presidente del Consejo Nacional de Modernización (CONAM) por su hermano, el presidente Gustavo Noboa. El objetivo del consejo era lograr la privatización de varias empresas estatales. Durante su gestión acusó a varios políticos, entre ellos los disputados José Alvear, Víctor Hugo Sicouret y Vicente Estrada, de boicotear el proceso de privatización de Pacifictel. Noboa renunció el 31 de julio de 2002, sin haber logrado completar ninguna de las privatizaciones y haciendo un pedido a su hermano de eliminar el CONAM.
El diputado Alvear demandó posteriormente a Noboa por injurias calumniosas. Noboa fue hallado culpable y sentenciado a tres meses de cárcel, con la sentencia siendo ratificada en septiembre de 2003 en la instancia de casación por la Corte Suprema de Justicia.